# Attentat de la place Tian'anmen de 2013
Le 28 octobre 2013, une voiture a foncé dans la place Tian'anmen, à Pékin, en Chine, dans ce que la police a décrit comme une attaque terroriste. Cinq personnes sont mortes dans l'incident ; trois à l'intérieur du véhicule et deux autres à proximité,. La Police a identifié le conducteur Usmen Hasan et les deux passagers, comme son épouse, Gulkiz  Gini, et sa mère, Kuwanhan Reyim. 38 autres personnes ont été blessées.
La police chinoise a décrit l’événement comme un "incident majeur" et il s'agit de la première attaque terroriste à Pékin, dans l'histoire récente.
Le Mouvement Islamique du Turkestan oriental, a revendiqué la responsabilité et mis en garde contre de futures attaques,.

## Incident
Un 4x4 a percuté la foule et s'est enflammé a proximité du portrait de Mao Zedong de la place Tian'anmen. Les trois personnes à l'intérieur de la voiture ont été tués ainsi que deux touristes sur la place, une Philippine et un Chinois de la province du Guangdong. Trente-huit personnes ont été blessées.

## Enquête
La police a émis un avis adressé aux hôtels pékinois à la recherche d'informations à propos de deux personnes en provenance de la Région autonome du Ouïghoure. L'avis décrit un véhicule et quatre plaques d'immatriculation du Xinjiang.

## Réaction
Une équipe de tournage de la BBC a été brièvement détenue par la police après la prise d'images de l'attaque. La couverture dans les médias d’État chinois a largement minimisé l'incident dans de brefs rapports.